# Karel Miljon
Karel Leendert Miljon (17. september 1903 i Amsterdam – 8. februar 1984 i Bennebroek) var en nederlandsk bokser, der boksede i letsværvægt.
Han deltog i Sommer-OL 1924, men opnåede ikke medalje. Han stillede senere op ved Europamesterskaberne i amatørboksning 1925, hvor han opnåede en bronzemedalje. I 1927 stillede han atter op til EM i boksning, hvor han nåede finalen, som dog blev tabt til tyskeren Hein Müller.
Han stillede op ved Sommer-OL 1928 i Amsterdam, hvor Miljon vandt de to indledende kampe på point over Emil Johansson fra Sverige og britiske Alfred Jackson. I semifinalen tabte han på point til tyske Ernst Pistulla, men Miljon vandt dog kampen om bronzemedaljen, da han besejrede sydafrikaneren Don McCorkindale. 16 boksere deltog i letsværvægtsklassen i den olympiske bokseturnering.